# باولو فينتورا
باولو فينتورا (بالإيطالية: Paolo Ventura) هو فنان ومصور إيطالي، ولد في 1968 في ميلانو في إيطاليا.